# 公延法親王
公延法親王（1762年11月19日—1803年7月15日），俗名保業，幼名良宮，是日本江戶時代中期及後期的法親王，生父母是閑院宮典仁親王及紫雲院，閑院宮美仁親王的異母弟與光格天皇的的異母兄。

## 履歷
百宮最初在安永六年（1777年）二月十六為輪王寺門跡公遵法親王的附弟，三日後成為桃園天皇的養子，同年八月接受親王宣下，賜名保業，次年（安永七年、1778年）三月就在寬永寺得度，法號公延，至天明三年（1783年）二月卅日敘一品。同時，他在天明六年（1786年）五月到六月擔任天台座主，並在享和三年（1803年）五月去世，院號安樂心院。